# 1996年中国中央电视台春节联欢晚会
1996年中国中央电视台春节联欢晚会（简称1996年央视春晚）是中国中央电视台于1996年2月18日（农历乙亥十二月三十除夕）為慶祝鼠年新年舉辦的綜藝性文藝晚會，于当晚20:00播出。由张晓海担任导演，赵忠祥、倪萍担任北京中央电视台彩色电视中心主会场主持；程前、袁鸣担任上海分会场主持；张晓、周涛担任西安分会场主持。
本届春晚除在北京中央电视台彩色电视中心设有主会场外，还在西安、上海设立两个分会场，首次实现主会场与分会场同步直播，而在西安更是启用了航拍技术。而台湾中國電視公司在当晚播出了90分钟春晚节目，是台湾电视史上首次在台湾无线电视节目中播出大陆电视节目。

## 节目单
| 序号 | 类型          | 节目名                   | 表演者 |
| 1    | 开场歌舞      |                          | 张也、魏松、冯健雪 |
| 2    | 歌舞          | 《过大年》               | 杭天琪、红霞、徐樱 |
| 3    | 三地相声      | 《一样不一样》           | 王平、唐杰忠（北京）、王谦祥、李增瑞（上海）、常贵田、王培元（西安）                                                             |
| 4    | 歌组合        | 《童心童趣》             | 胡珊珊、洪潇、柳婕莹、欧阳梦婷、唐婉等                                                                                           |
| 5    | 小品          | 《机器人趣话》           | 蔡明、郭达 |
| 6    | 歌曲          | 《火火的北京》           | 解晓东 |
| 7    | 音乐小品      | 《过河》                 | 潘长江、阎淑萍 |
| 8    | 歌与舞        | 《兵哥哥》               | 宋祖英、张玉萍 |
| 9    | 三地小品      | 《一个钱包》             | 李丁、刘淑萍、杨新鸣（北京）魏启明、童正维、何冰（上海）、李琦、句号、王艳梅（西安）                                             |
| 10   | 歌组合        | 《乡风乡韵》             | 曲比阿乌、李蓉、陆莉莉、徐秀霞、杨华、金永玲、阿布力孜、聂凯、凯璐、耿国际、张世嵘、松鹿、马文杰                                 |
| 11   | 戏歌          | 《中国戏曲真神奇》       | 刘斌、孙丽英、郭公芳、程桂兰、韩延文                                                                                             |
| 12   | 相声          | 《其实你不懂我的心》     | 姜昆、戴志诚、北京国安足球队、上海申花足球队、西安球迷                                                                           |
| 13   | 歌曲          | 《我的爱对你说》         | 叶倩文 |
| 14   | 小品          | 《打工奇遇》             | 赵丽蓉、巩汉林、金珠 |
| 15   | 舞蹈          | 《丰收夜》               | 熊健、李晓燕 |
| 16   | 小品          | 《今晚直播》             | 黄宏、徐帆 |
| 17   | 歌曲          | 《真情永远伴着您》       | 董文华 |
| 18   | 小品          | 《路口》                 | 郭冬临、魏积安、赵亮 |
| 19   | 歌曲          | 《我属于中国》           | 彭丽媛 |
| 20   | 歌曲          | 《我们一起来唱歌》       | 阎维文 |
| 21   | 小品          | 《三鞭子》               | 赵本山、范伟、李海 |
| 22   | 京剧名段荟萃  | 《行云流水》             | 于魁智、李海燕、邓沐玮、梅葆玖、赵葆秀、耿其昌、李维康                                                                           |
| 23   | 相声          | 《明天会更好》           | 牛群、冯巩 |
| 24   | 激光琴演奏    | 《流光溢彩》             | 周小燕、程不时 |
| 25   | 歌组合        | 《95流行风》             | 蔡国庆、孙悦、黄格选、高松、伊扬、安伟、韩特、俞静、谢若琳、钟梅、季红、杨洋、王智慧、高枫、刘小娜                               |
| 26   | 地方戏曲集锦  | 《地方戏曲集锦》         | 小香玉、胡敏华、李梅、董利森、赵忠祥、倪萍等                                                                                     |
| 27   | 独舞          | 《绿》                   | 刘晶 |
| 28   | 评弹演唱      | 《穿越霓虹》             | 苏红、朱虹 |
| 29   | 歌曲          | 《总会等到那一天》       | 那英、毛宁 |
| 30   | 相声          | 《老少乐》               | 马季、刘伟 |
| 31   | 歌曲          | 《名人名曲组唱》         | 成方圆、郁钧剑、关牧村、蒋大为                                                                                                   |
| 32   | 三地歌组合    | 《神州大对歌》           | 吕继宏、李丹阳、林萍、林依伦、阵思思（北京）、佟铁鑫、红豆、甘苹、白雪、周灵燕（上海）、王静、魏金栋、孙浩、陈俊华、何静（西安） |
| 33   |               | 零点钟声                 | |
| 34   | 三地歌舞      | 《迎春钟声》             | 袁晓红、李星、吕薇、肖玫、朱砂、刘媛媛、相玲、陈静                                                                               |
| 35   | 歌曲          | 《中国我可爱的故乡》     | 江涛张迈 |
| 36   | 歌曲          | 《畅饮回忆》             | 童安格 |
| 37   | 歌组合        | 《欢歌恋曲》             | 陈真、聂建华、泽娜卓玛、多吉次仁、乌日娜、乌兰那日苏、戴滨、王英民、梁音、孙静                                                   |
| 38   | 魔术          | 《隔夜修书》             | 傅腾龙、徐越、傅琰东 |
| 39   | 歌曲          | 《公仆赞》               | 万山红 |
| 40   | 歌组合        | 《江河共举杯》           | 殷秀梅、袁晨野、黄岳峰、王霞、顾欣、余佩敏、王静、孙毅                                                                           |
| 41   | 结束曲/片尾曲 | 《难忘今宵》（最后一曲） | 李谷一、全体演员、陈军 |

## 影响
- 本届春晚中，周涛为首次担任春晚的主持人，此后周涛一直主持春晚至2016年（2012-2015年除外），此后在1997-2011年、2016年主持春晚。
- 小品《打工奇遇》中，赵丽蓉以“它为什么这么脆？它就是一盘大萝贝！”成为当年流行语[5]；而三地联合表演的节目《一个钱包》也是经典节目，情节为一个外地年轻人丢了钱包，被当地两个老百姓捡到的故事。
- 该节目也体现了北京人的热心、上海人的谨慎、西安人的质朴[2]。